# Кастеллуччо, Федерико
Федерико Кастеллуччо (англ. Federico Castelluccio ; родился 29 апреля 1964 г.) — италоамериканский актер и профессиональный визуальный художник, известный своей ролью Фурио Джунта в сериале HBO «Сопрано» .

## Ранние годы
Родился в Неаполе, Италия, когда ему было три года вместе с семьей переехал в Патерсон, Нью-Джерси. В 1982 году, Кастеллуччо был удостоен полной стипендии в школе изобразительных искусств Нью-Йорка, где он получил степень бакалавра живописи и медиаискусства. До получения стипендии, он написал картину для актера Джорджа Бернса.

## Карьера
Кастеллуччо начал свою карьеру актера в 1986 году. Некоторые его работы в кино «Всё схвачено!» с Джоном Фавро, «Огонь» с Полом Кэмпбеллом и «Прах к праху» с Дэнни Айелло . Работы в телевизионных сериалах: NYPD Blue и самая его известная роль в сериале HBO «Клан Сопрано» в роли неаполитанского мафиоза Фурио Джунта.
Он также снялся в фильме «Как узнать своих святых», который дебютировал в 2006 году на кинофестивале «Сандэнс» и получил две награды: «Премия за режиссуру - драма (Дито Монтиель)» и «Специальный приз жюри - лучший драматический ансамбль» который возглавили: Роберт Дауни (младший), Чезз Палминтери и Розарио Доусон .
Фильмы в съемках которых актер принял участие:  комедия 2008 года «Грабители», короткометражная драма «La Araña» 2003 года, «Певец» автобиография популярного исполнителя латиноамериканской сальсы Эктора Лаво, криминальный триллер «Последствия» и снятый в южной Италии короткометражный фильм «The Obscure Brother» в котором Кастеллуччо выступил как в роли актера так и в роли генерального продюсера. На телевидении Кастеллуччо сыграл ведущую роль в фильме «Династия Драконов», транслировавшемся по Sci-Fi Channel . Он также появился в эпизоде «Кенни Vs. Спенни» под названием «Кто Может Создать Лучший Рекламный Ролик».
В 2014 году Кастеллуччо снялся в короткометражном фильме «Eulogy» режиссера Дона Каприа. Фильм получил звание «Лучший актерский состав» на Всемирном Кинофестивале в Квинсе в 2015 году.
В 2016 году Кастеллуччо снял художественный фильм «Банкир из Бруклина». В 2017 году Кастеллуччо руководил съемками пилотной серии телевизионного сериала  «Outcall».
Во время четвертого сезона шоу «Кандидат», Дональд Трамп попросил Кастеллуччо судить, какой участник разработал лучший дизайн головного убора. Кастеллуччо в конечном итоге выбрал Ла Тойя Джексон. Она получила награду 25 000 $ для ее благотворительного проекта AIDS в Лос-Анджелесе.

## Живопись
Кастеллуччо обнаружил картину 17-го века итальянского художника Гверчино в стиле барокко в галерее во Франкфурте и впоследствии приобрел ее на аукционе после того, как ее неправильно определили как картину 18-го века. Картина была куплена за 49 000 евро и оценена в 10 миллионов долларов. Общая стоимость картины, включая реставрацию и доставку плюс дополнительные расходы, составила 140 000 долларов.

## Фильмография
| Год       |     | Русское название                       | Оригинальное название                | Роль                   |
| --------- | --- | -------------------------------------- | ------------------------------------ | ---------------------- |
| 1999      | ф   | Прах к праху                           | 18 Shades of Dust                    | Вышибала №1            |
| 2000—2002 | с   | Сопрано                                | The Sopranos                         | Фурио Джунта           |
| 2001      | ф   | Всё схвачено!                          | Made                                 | Швейцар                |
| 2002      | ф   | Огонь                                  | Fire                                 | Сам себя               |
| 2003      | ф   | La Arana                               | La Arana                             | Бобби                  |
| 2004      | ф   | Return of Fire                         | Return of Fire                       | Сам себя (озвучка)     |
| 2004      | кор | Volare                                 | Volare                               | Паоло Бонджованни      |
| 2005      | кор | In Hot Water                           | In Hot Water                         | Отец Сал Манелла       |
| 2006      | ф   | Как узнать своих святых                | A Guide to Recognizing Your Saints   | Отец Антонио           |
| 2006      | ф   | Династия Драконов                      | Dragon Dynasty                       | Марко                  |
| 2006      | ф   | Певец                                  | El cantante                          | Джерри Массуччи        |
| 2007      | кор | The Obscure Brother                    | The Obscure Brother                  | Отец                   |
| 2008      | ф   | Удачные дни                            | Lucky Day                            | Винсент                |
| 2008      | ф   | Гордая Иза                             | Proud Iza                            | Самуэль Стейн          |
| 2008      | кор | The Bronx Balletomane                  | The Bronx Balletomane                | Джои                   |
| 2008      | ф   | Грабители                              | The Brooklyn Heist                   | Р. Фадагуччи           |
| 2008      | ф   | Speak Now or Forever Hold Your Peace   | Speak Now or Forever Hold Your Peace | Бармен Луи             |
| 2009      | кор | Не забудь меня                         | Forget Me Not                        | Швейцар                |
| 2010      | кор | Bicycle Lessons                        | Bicycle Lessons                      | Сам себя               |
| 2010      | кор | Праздник Лилий                         | Lily of the Feast                    | Санто Бастуччи         |
| 2010      | ф   | For Customers Only                     | For Customers Only                   | Мистер Сьерра          |
| 2011      | кор | Keep Your Enemies Closer               | Keep Your Enemies Closer             | Агент                  |
| 2011      | ф   | Ловушка для невесты                    | The Decoy Bride                      | Марко                  |
| 2011      | ф   | The Orphan Killer (Не указан в титрах) | The Orphan Killer                    | Доктор Моррис          |
| 2012      | ф   | Проблема с Кали                        | The Trouble with Cali                | Хасидский Вышибала     |
| 2012      | ф   | Pollination                            | Pollination                          | Отец                   |
| 2012      | ф   | Жестокий                               | 1,000 Times More Brutal              | Кастриот Морина        |
| 2012      | ф   | Delivering the Goods                   | Delivering the Goods                 | Энцо                   |
| 2013      | ф   | Последствия                            | Aftermath                            | Даррелл                |
| 2013      | ф   | Checkmate: Keep Your Enemies Closer    | Checkmate: Keep Your Enemies Closer  | Агент Лепари           |
| 2013      | ф   | Зеркальный дом                         | House of Shadows                     | Никола                 |
| 2014      | кор | Euology                                | Euology                              | Мартин                 |
| 2015      | ф   | Голландская Книга                      | Dutch Book                           | Мел                    |
| 2015      | ф   | Fall 4 You                             | Fall 4 You                           | Ники                   |
| 2016      | кор | Fall 4 You                             | Fall 4 You                           | Джерри                 |
| 2016      | ф   | Банкир из Бруклина                     | The Brooklyn Banker                  | Zucci                  |
| 2016      | ф   | Листья с дерева                        | Leaves of the Tree                   | Доктор Ферраманти      |
| 2016      | ф   | Игрушечный пистолет                    | Toy Gun                              | Санте Кассория         |
| 2017      | ф   | Good Friday                            | Good Friday                          | Gio                    |
| 2018      | ф   | Sarah Q                                | Sarah Q                              | Барри Хомбург          |
| 2019      | ф   | Нулевой съезд                          | Exit 0                               | Детектив Мюллер        |
| 2020      | ф   | 5th Borough                            | 5th Borough                          | Agent Miguel Alvarez   |
| 2021      | кор | The War of the Worlds 2021             | The War of the Worlds 2021           | New Yorker             |
| 2021      | кор | The Stakeout                           | The Stakeout                         | Detective Mancini      |
| 2021      | ф   | The Families Feud                      | The Families Feud                    | Rider of the Valkyries |

## Внешние ссылки
- Federico Castelluccio (англ.) на сайте Internet Movie Database
- Картины Федерико Кастеллуччо Архивная копия от 25 мая 2020 на Wayback Machine